# Hurdal

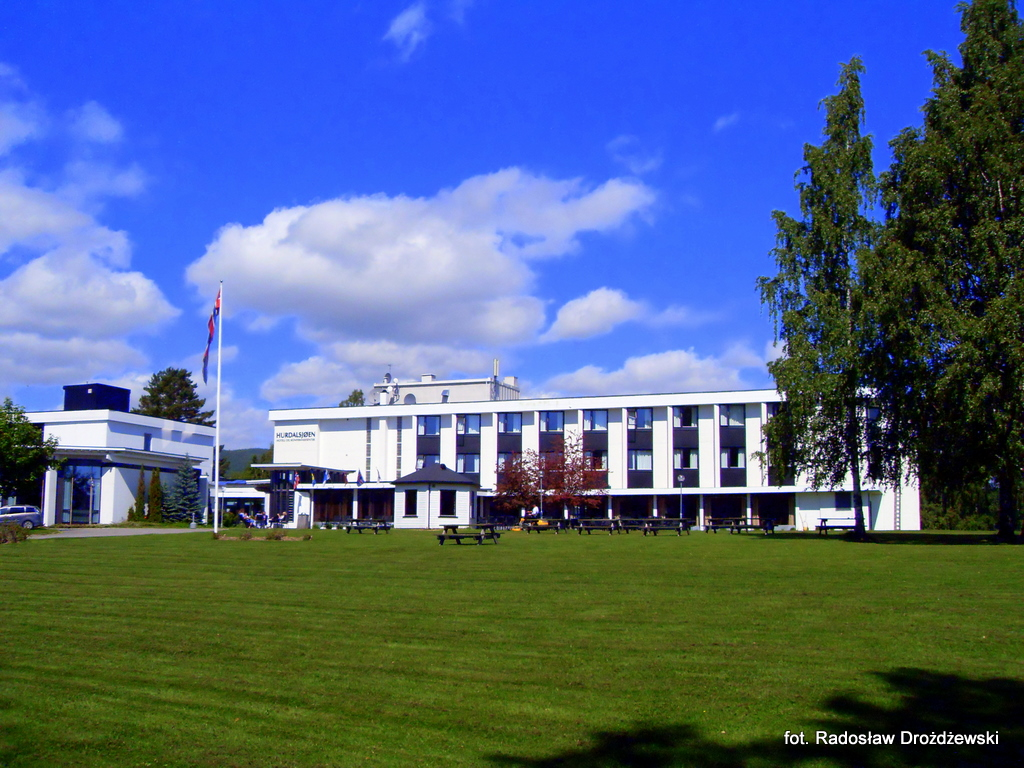
Hurdalsjøen Hotell og Konfransesenter nieopodal miasta

Hurdal – norweskie miasto i gmina leżąca w regionie Akershus.
Hurdal jest 285. norweską gminą pod względem powierzchni.

## Demografia
Według danych z roku 2005 gminę zamieszkuje 2602 osób, gęstość zaludnienia wynosi 9,13 os./km². 
Pod względem zaludnienia Hurdal zajmuje 296. miejsce wśród norweskich gmin.
| ludność stan na 1 stycznia 2005 |         |           |       |
|                                 | kobiety | mężczyźni | razem |
| osób                            | 1323    | 1279      | 2602  |
| %                               | 50,85%  | 49,15%    | 100%  |

| wykształcenie stan na 1 października 2004 |            |         |        |          |
|                                           | podstawowe | średnie | wyższe | nieznane |
| osób                                      | 595        | 1205    | 283    | 30       |
| %                                         | 28,16%     | 57,03%  | 13,39% | 1,42%    |

## Edukacja
Według danych z 1 października 2004:
- liczba szkół podstawowych (norw. grunnskolar): 3
- liczba uczniów szkół podst.: 335

## Władze gminy
Według danych na rok 2011 administratorem gminy (norw. rådmann) jest Lillian Nærem, natomiast burmistrzem (norw. ordfører, d. borgermester) jest Runar Bålsrud.